# Плаксин, Иван Семёнович
Иван Семёнович Плаксин (1803—1877) — российский генерал-лейтенант, участник кампаний против польских повстанцев в 1831 и 1863—1864 годов.

## Биография
Иван Плаксин родился 4 января 1803 года в селе Галицком, Кременчугского уезда Екатеринославской губернии, 4 января 1803 г. и происходил из дворян Черниговской губернии. Получив домашнее воспитание, он пятнадцати лет от роду поступил в военную службу и 16 июня 1818 г. был зачислен юнкером в 18-й егерский полк; в первый офицерский чин был произведен 17 июля 1823 года.
С началом русско-турецкой войны 1828—1829 гг., Плаксин впервые попал в действующую армию: 15 июля 1828 г. он участвовал в сражении против многочисленных турецких войск при овладении высотами на левом фланге неприятельской позиции и 17 июля — при построении редутов на этих высотах, под сильным неприятельским огнём. Со 2 по 11 сентября он участвовал в движении от Шумлы к Силистрии и в блокаде этой крепости. В 1829 г. (с 1 по 18 июля) Плаксин находился при траншейных работах и за отличие произведен был 14 июля 1829 г. в штабс-капитаны.
По окончании Турецкой войны он возвратился в Россию и в 1831 г. принял участие в усмирении Польского восстания. Во время этой кампании он отличился в сражениях 14 мая при Остроленке и 23 июня при Поневеже.
В 1837 году произведён в майоры, в 1843 году — в подполковники и в 1849 году — в полковники. В 1840 и 1848 гг. Плаксин был командируем в Кострому воинским приемщиком.
В 1849 году он принимал участие в Венгерской кампании и 26 ноября того же года был награждён орденом св. Георгия 4-й степени (№ 8184 по кавалерскому списку Григоровича — Степанова). 31 декабря 1853 г. был назначен командиром Софийского морского полка, 14 июля 1862 г., за отличие по службе, произведён в генерал-майоры с назначением помощником начальника 1-й пехотной дивизии.
В 1863 году, с 3 февраля по 22 декабря, Плаксин находился в составе войск Виленской и Ковенской губернии и принимал участие в очищении этих земель от бунтующих поляков.
20 мая 1868 года Плаксин был награждён, за отлично усердную службу, орденом Св. Анны 1-й степени с императорской короной. 21 января 1869 г. Плаксин был произведён в генерал-лейтенанты с увольнением от службы.
Плаксин скончался 17 сентября 1877 года в Санкт-Петербурге и был погребён на Никольском кладбище Александро-Невской лавры.

## Награды
- Орден Св. Владимира 4-й ст. (1839)
- Орден Св. Анны 2-й ст. (25 апреля 1846, императорская корона к ордену 21 октября 1847)
- Орден Св. Георгия 4-й степени (26 ноября 1849, № 8184 по кавалерскому списку Григоровича — Степанова) — за 25 лет беспорочной службы
- Орден Св. Владимира 3-й ст. (1856)
- Орден Св. Станислава 1-й ст. (1863)
- Орден Св. Анны 1-й ст. (1866, императорская корона к ордену 21 января 1868)
- Польский знак отличия за военное достоинство 4-й ст. (1842)
- Знак отличия беспорочной службы за XL лет (22 августа 1865)

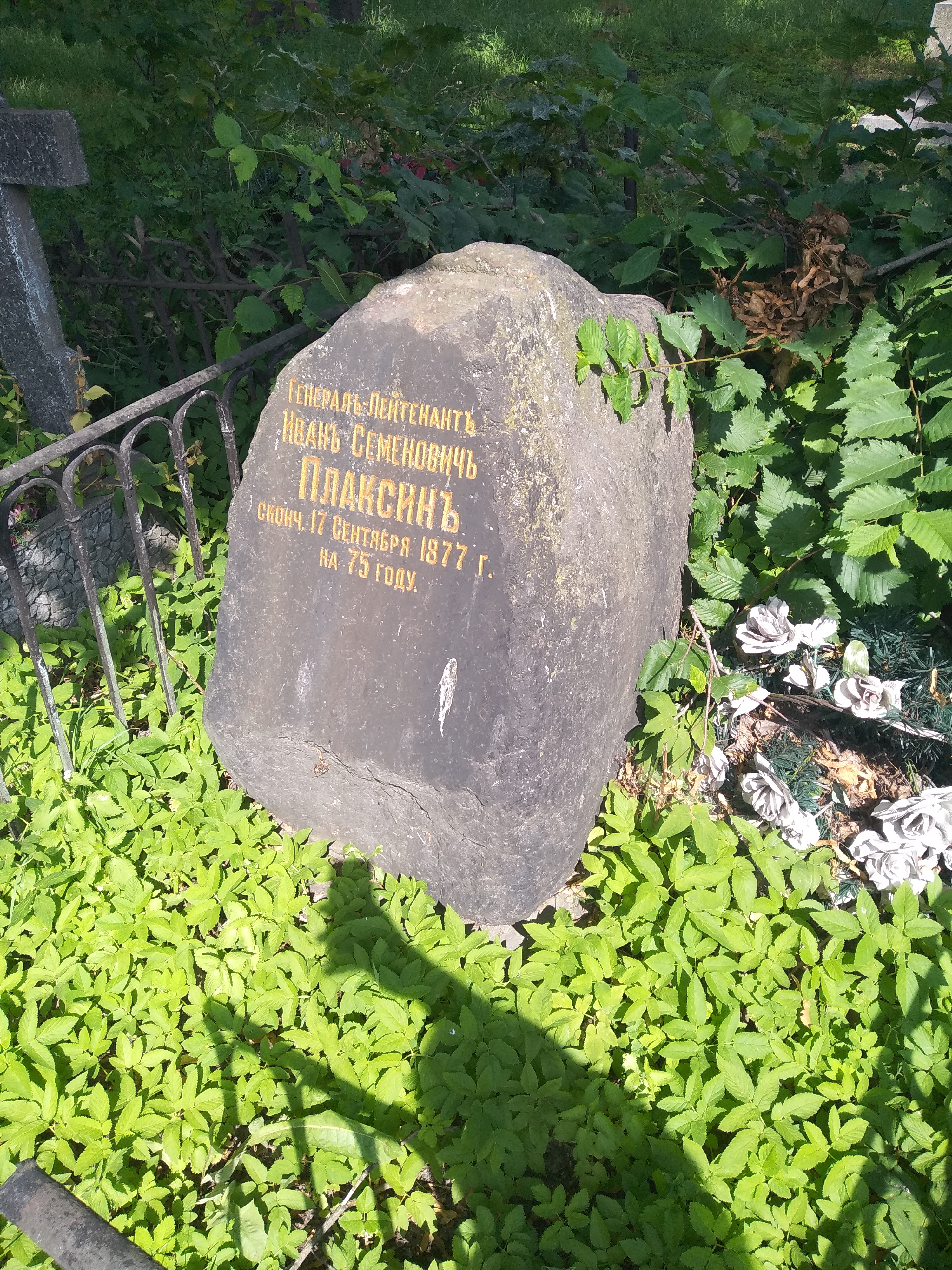
Могила Плаксина на Никольском кладбище Александро-Невской лавры в Санкт-Петербурге.